# Hradiště u Černovic
Hradiště u Černovic je přírodní památka o výměře 4,76 hektarů u obce Černovice v okrese Chomutov. Důvodem ochrany území je paleontologická a geologická lokalita s otisky rostlinných zbytků v třetihorních křemencích. Chráněné území se nachází na svazích a části plochého vrcholu kopce porostlého dubovým lesem. Zahrnuje také zvětralou lomovou stěnu na jižním okraji plošiny.

## Historie
Na vrcholu se nacházelo černovické hradiště, které bylo opevněno v desátém století před naším letopočtem lidem knovízské kultury. Osídlení na vrcholové plošině však podle archeologických nálezů existovalo už v neolitu v době 5–4 tisíce let před naším letopočtem. Po vymizení knovízské kultury bylo sídliště přechodně opuštěno nebo osídleno jen přechodně a znovu intenzivně osídleno teprve v osmém až desátém století v době hradištní.

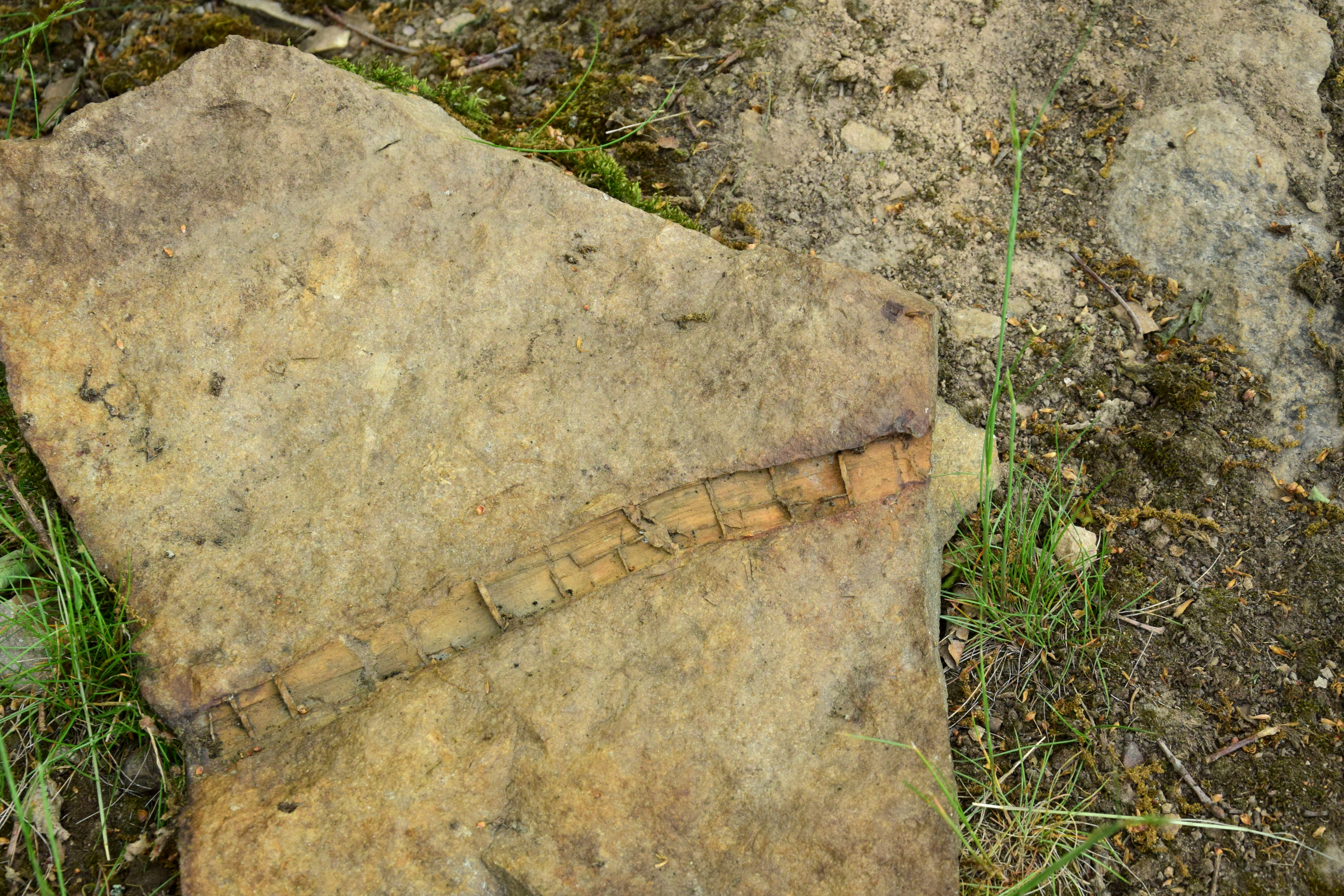
Otisk rostliny v křemenci

Na jižním okraji a na vrcholové plošině probíhala už od třináctého století těžba křemence. Těžba probíhala v mělkých jámách o objemu několika metrů krychlových. Těžebních jam se dochovalo asi 150. Největší intenzity dosáhla těžba v devatenáctém století, kdy se přesunula do menších lomů na jižním okraji. Odhaduje se, že těžba postihla až 30 % rozlohy původního vrcholu a bylo vytěženo asi 55 000 m³ materiálu. Místní kámen se používal k výrobě žernovů a při budování železniční tratě z Chomutova do Vejprt na stavbu mostů a propustků. Kromě železničních staveb byl kámen použit při stavbě kostela svaté Kateřiny v Chomutově, děkanského kostela Nanebevzetí Panny Marie v Mostě, mostu přes Ohři v Postoloprtech a mnoha dalších stavbách. Zejména během baroka se z něj zpracovávaly také sochy a náhrobky.
V devatenáctém století se vrcholová plošina využívala kromě těžby kamene k pastvě dobytka. Lesní porost na ní je starý asi sto let.

### Ochrana přírody
Chráněné území bylo poprvé vyhlášeno vyhláškou okresního národního výboru v Chomutově dne 17. ledna 1986 jako státem chráněný přírodní výtvor. Ve stejné kategorii jej znovu vyhlásil 27. dubna 1990. Naposledy byla přírodní památka vyhlášena chomutovským okresním úřadem 11. února 2000. Důvodem k opětovnému vyhlášení bylo zpřesnění cílů ochrany přírody.

## Přírodní poměry
Vrch Hradiště (německy Klein Burberg) s nadmořskou výškou 594 metrů se nachází v Krušných horách asi 5 kilometrů západně od centra Chomutova a 1,5 kilometru severozápadně od Černovic. Relativní výškový rozdíl oproti černovickému nádraží je asi 180 metrů. Ze západní strany vrch obtéká říčka Hutná a na východní straně potok Hačka. Přírodní památka s rozlohou 4,7569 hektarů se nachází v katastrálních územích Černovice u Chomutova v nadmořské výšce 550–594 metrů.

### Geologie, geomorfologie a půdy

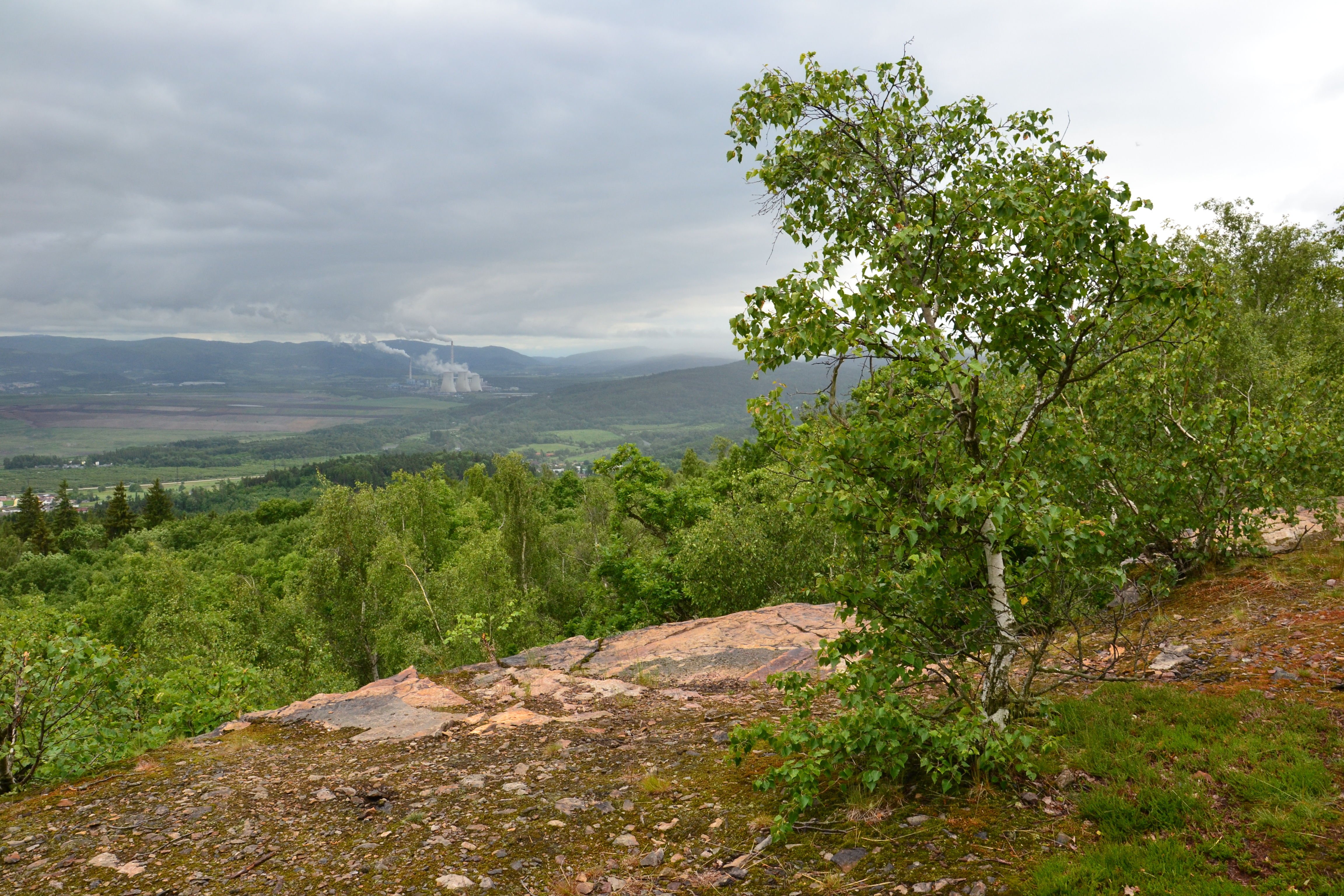
Horní okraj lomové stěny s výhledem na Elektrárny Prunéřov

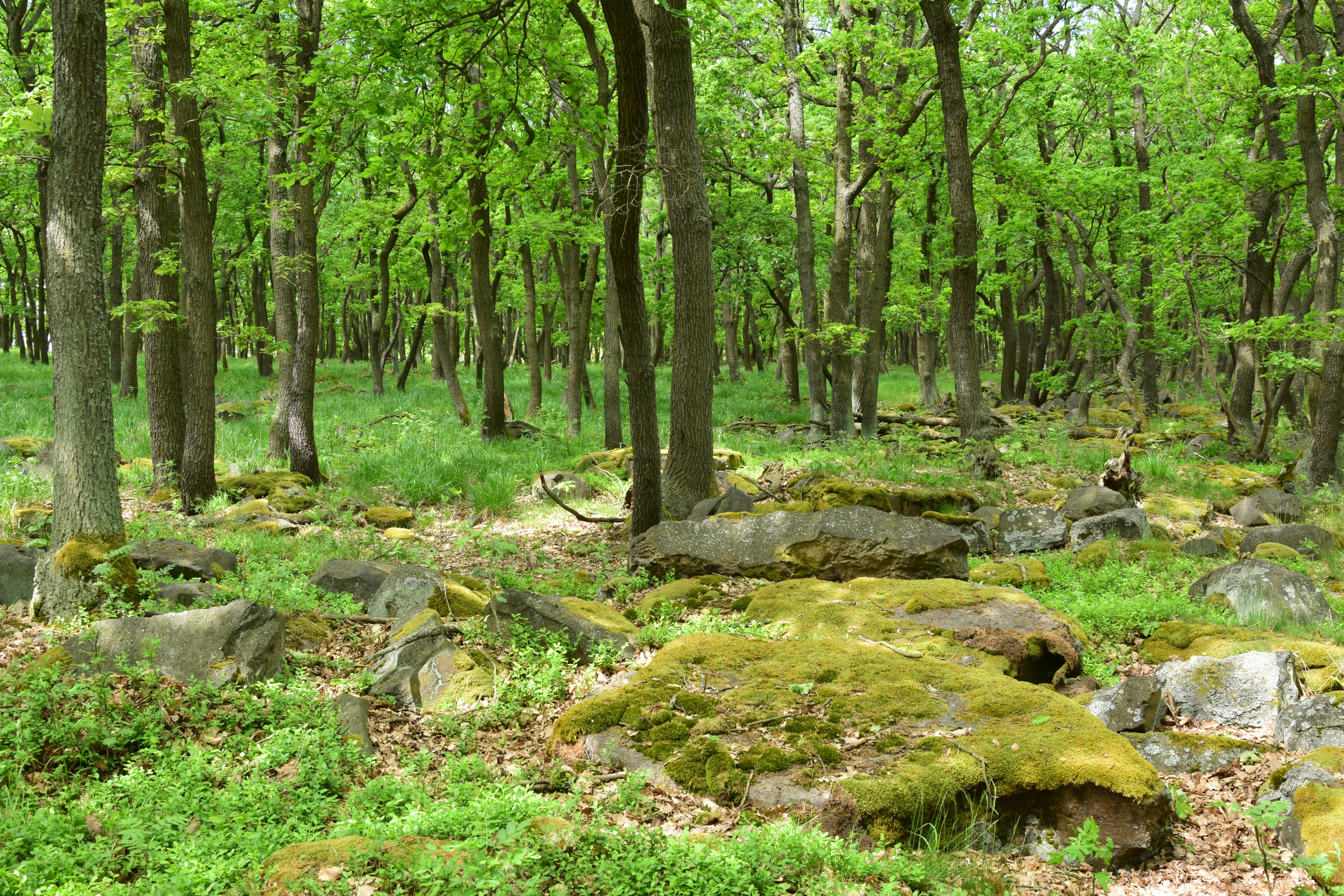
Dubový les na vrcholové plošině s křemencovými balvany

Z geologického hlediska se jedná o křemencovou trosku, která vystupuje nad pánevní sedimenty Mostecké pánve. Podloží křemenců tvoří jemnozrnné muskovitické ortoruly. Samotná křemencová deska má mocnost 5–15 metrů a její vznik se na základě otisků flóry klade do starších třetihor. Novější zdroje posouvají stáří až do miocénu neboli středních třetihor. Zrna křemence s velikostí od 0,2 do 1,0 milimetru jsou spojena převážně amorfním tmelem s příměsí oxidů železa, které způsobují červenohnědé zabarvení. Pod 5–10 centimetrů mocnou vrstvou půdy se nacházejí čtvrtohorní sedimenty v horizontu o mocnosti 10–15 centimetrů s úlomky křemenců, které ve spodní části ostře přecházejí do křemencové sutě. Z půdních typů se na Hradišti vyvinuly kambizemě dystrická a modální.
Podrobnější paleontologický průzkum lokality nebyl zpracován. Nelegální sběr otisků rostlin patří k negativním vlivům, které přírodní památku ohrožují.
V geomorfologickém členění Česka leží lokalita v Krušných horách, konkrétně v podcelku Loučenská hornatina, kde patří k významným bodům okrsku Bolebořská vrchovina. Vrcholová plošina s rozměry 300 × 100 metrů stoupá směrem od jihovýchodu k severozápadu. Na jižním okraji vznikla těžební činností strmá stěna, na jejímž úpatí se nahromadily balvanité sutě.
V rámci Quittovy klasifikace podnebí se chráněné území nachází v mírně teplé oblasti MT11, pro kterou jsou typické průměrné teploty −2 až −3 °C v lednu a 17–18 °C v červenci. Roční úhrn srážek dosahuje 550–650 milimetrů.

### Flóra a fauna
Z fytogeografického hlediska územím vede hranice mezi fytogeografickými okrsky Podkrušnohorská pánev, která patří do českého termofytika, a Krušnohorské podhůří vlastní v českém mezofytiku. Flóra a fauna se druhovou skladbou příliš neliší od lesních, hájových a přechodových biotopů a z hlediska jejich ochrany není přírodní památka významná.
V místech s nedostatkem půdy roste keříčková vegetace zastoupená druhy brusnice borůvka (Vaccinium myrtillus), brusnice brusinka (Vaccinium vitis-idaea) a vřes obecný (Calluna vulgaris), kterou doplňují rostliny jako rozrazil lékařský (Veronica officinalis) nebo bika bělavá ( Luzula luzuloides). Místa se silnější vrstvou půdy obsazuje konvalinka vonná (Convallaria majalis), jestřábník zední (Hieracium murorum), rozrazil rezekvítek (Veronica chamaedrys), lipnice hajní (Poa nemoralis), violka lesní (Viola reichenbachiana), sasanka hajní (Anemone nemorosa) a pstroček dvoulistý (Maianthemum bifolium).
Ze zvláště chráněných druhů zvířat byli pozorováni zástupci rodu mravenců (Formica), ještěrka obecná (Lacerta agilis), ještěrka živorodá (Zootoca vivipara), jestřáb lesní (Accipiter gentilis) a z nižších poloh sem zalétává otakárek fenyklový (Papilio machaon). Z běžných druhů se v chráněném území a jeho okolí vyskytuje srnec obecný (Capreolus capreolus), muflon (Ovis orientalis musimon) a vzácněji jelen evropský (Cervus elaphus). Z ptáků byli také pozorováni budníček menší (Phylloscopus collybita), budníček lesní (Phylloscopus sibilatrix), linduška lesní (Anthus trivialis), sýkora koňadra (Parus major), brhlík lesní (Sitta europaea), pěnice černohlavá (Sylvia atricapilla), šoupálek dlouhoprstý (Certhia familiaris) a další druhy.

## Přístup
Z chomutovského nádraží vede na Hradiště žlutě značená turistická trasa dlouhá necelých šest kilometrů s převýšením asi 250 metrů. Kratší cesta na vrchol vede od černovického nádraží směrem na sever po silnici k železničnímu přejezdu, kde se setkává se zmíněnou žlutou turistickou trasou z Chomutova. Trasa kříží železniční trať Chomutov–Vejprty. U dvou železničních přejezdů stojí tzv. řopíky československého lehkého opevnění.